# Wegkreuz (Gefäll, Staatsstraße 2290)

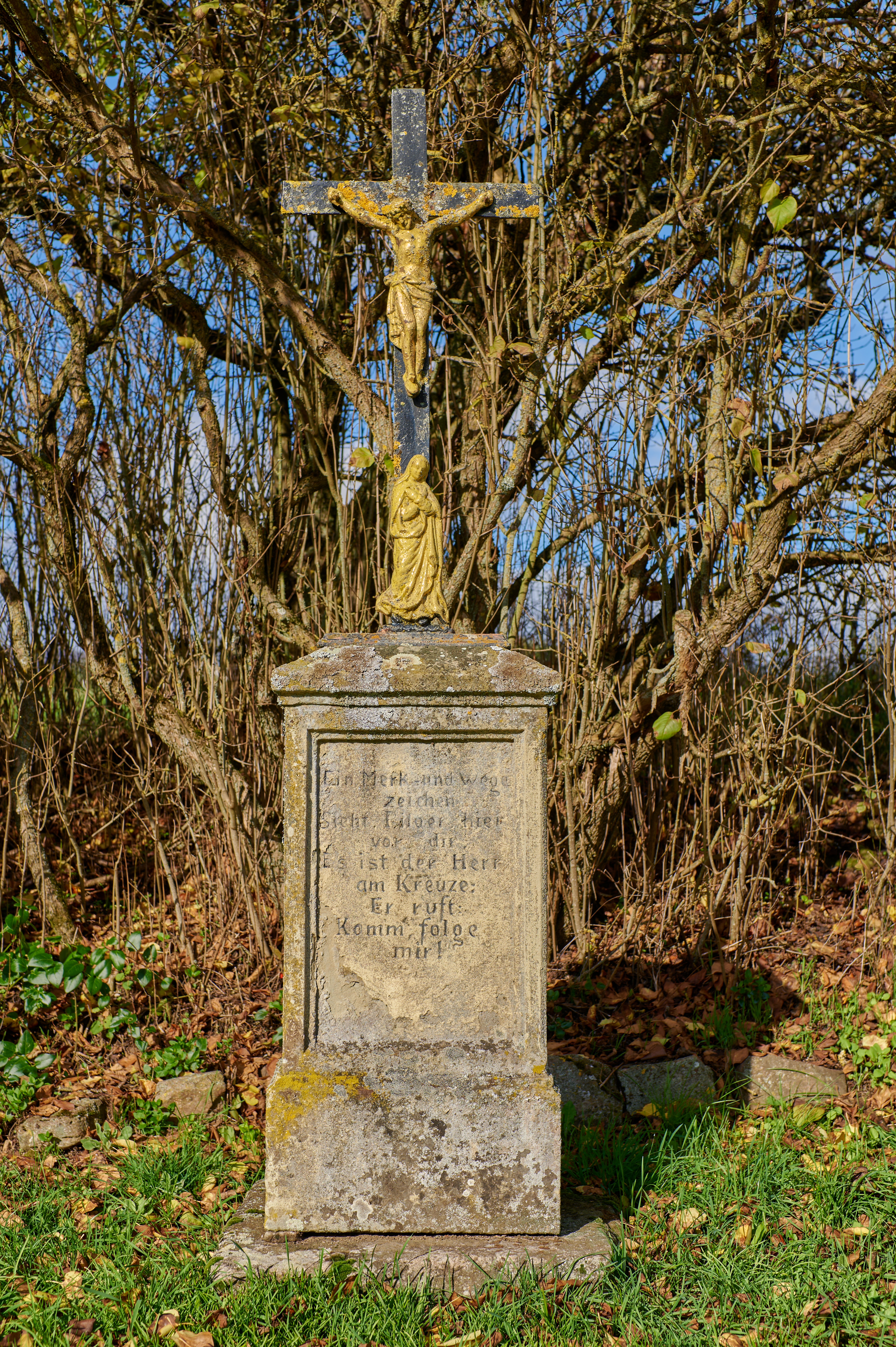
Wegkreuz in Gefäll, Staatsstraße 2290.

Das Wegkreuz an der Staatsstraße 2290 ist ein Flurdenkmal in Gefäll, einem Gemeindeteil im Markt Burkardroth im unterfränkischen Landkreis Bad Kissingen. Es befindet sich an der Staatsstraße 2290.
Das Kreuz gehört zu den Baudenkmälern von Burkardroth und ist unter der Nummer D-6-72-117-30 in der Bayerischen Denkmalliste registriert.

## Beschreibung
Das etwa 210 cm hohe Tischsockelkreuz entstand im Jahr 1889 und besteht aus einer trauernden Maria, einem Korpus und einer Inschrift.
Der 105 cm hohe Sockel besteht aus Sandstein. Davor befindet sich eine 25 cm hohe Stufe mit den Abmessungen 32 cm × 35 cm und einer Tiefe von 30 cm. Die Abschlussplatte ist profiliert und besteht aus einer Platte, einer vorkragenden Kehle und einer Platte, die oben pyramidenstumpfförmig abschließt und eine Plattform für die Marienfigur bildet. Die 5 cm hohe Plattform hat die Abmessungen 30 cm × 16 cm; sie Platte hat die Maße 50 cm × 35 cm und eine Höhe von 2 cm + 5 cm. Das Kreuz, die Marienfigur und der Korpus bestehen aus Metall; die Figuren sind bronziert. Das Kreuz ist 105 cm hoch, die Arme sind 50 cm lang, die Madonna 30 cm hoch.
Die Inschrift in der 55 cm × 39 cm großen Inschriftnische lautet in gotischer Schrift:

„Ein Merk- und Wege

zeichen

Steht Pilger hier

vor Dir.

Es ist der Herr

am Kreuze

er ruft:

Komm folge mir!“

Der Rückseitentext lautet:

„Gestiftet

von

Otto Wehner

im Gefäll

1889“